# Die Rosen von Versailles
Die Rosen von Versailles (jap. ベルサイユのばら, Berusaiyu no Bara) ist ein Manga von Riyoko Ikeda aus den 1970er Jahren, der in Musicals der Takarazuka-Revue, einem Anime und Filmen adaptiert wurde. Die Serie spielt in Frankreich, kurz vor der französischen Revolution. Zwar ist es eine fiktive Geschichte, aber sie enthält historisch korrekte Informationen über die Zeit und viele historische Persönlichkeiten treten auf.

## Handlung
Die Hauptfigur ist Oscar François de Jarjayes, die sechste Tochter eines Generals. Da der General sich einen Sohn wünscht, der in seine Fußstapfen tritt, nennt er sein Kind „Oscar“ und lässt das Mädchen wie einen Jungen erziehen. Früh lernt Oscar die Kunst des Fechtens und Reitens, und schon mit 14 Jahren führt sie die königliche Schlosswache. Sie begleitet die junge Marie-Antoinette zum Hofe von Versailles und wird dort eine enge Vertraute von ihr.
Oscar beschützt die Königin gegen Feinde und Intrigen. Sie steht loyal zu ihr, auch wenn sie die Fehler der Königin sieht. Als Oscar Rosalie, ein verarmtes Pariser Mädchen, aufnimmt, beginnt ihre Loyalität gegenüber der Königin zu schwinden. Doch Konsequenzen zieht Oscar noch nicht.
Zur gleichen Zeit verliebt sie sich in den Geliebten der Königin, Hans Axel von Fersen. Er erwidert Oscars Gefühle jedoch nicht, was sie tief verletzt. Um ihn vergessen zu können, quittiert sie den Dienst bei der Königlichen Garde und lässt sich zu den Söldnern versetzen.
André, ihr bester Freund von Kindesbeinen an, steht auch weiter zu ihr, obwohl sie ihm die Möglichkeit zu einem anderen Leben gab.
Als die Generalstände einberufen wurden, soll sie mit ihren Männern das Parlament bewachen, doch bald werden die Generalstände wieder aufgelöst. Oscar bekommt den Befehl, das Parlament nötigenfalls mit Waffengewalt zu räumen. Sie weigert sich und wird daraufhin ihres Amtes enthoben. Sie und ihre Soldaten, die loyal zu ihr stehen, werden festgenommen und vor das Militärgericht gestellt. André kann Oscar aus der Gefangenschaft befreien und zusammen kämpfen sie für die Befreiung ihrer Kameraden.
Am Anfang der französischen Revolution wird Oscar klar, dass sie eigentlich André liebt und zu ihm gehört, doch den beiden bleibt nur eine Nacht. Am Vormittag des 13. Juli 1789 stellt sich die französische Garde unter Führung von Oscar auf die Seite des Volkes. In blutigen Kämpfen versuchen sie, das Volk zu schützen. Am Nachmittag des Tages lebt nicht einmal mehr die Hälfte ihrer Männer. Bei dem Versuch, zum Volk zurückzugelangen, wird André tödlich verletzt. Oscar ist nicht in der Lage, mit ihren Gefühlen fertigzuwerden. Der einzige, der ihr noch beisteht, ist Alain, ein Söldner und Freund von André.
Am 14. Juli 1789 beginnt der Sturm auf die Bastille. Das Volk hat keine Chance gegen die Kanonen der Soldaten und als Oscar mit ihren Soldaten auftaucht, ist bereits ein Blutbad angerichtet. Mit Hilfe vorhandener Kanonen versuchen sie, die Bastille einzunehmen. Der General in der Bastille weiß sofort, dass seine einzige Chance auf Rettung der Tod Oscars ist. Also befiehlt er allen Soldaten der Bastille, auf Oscar zu schießen. In einer Seitengasse nahe der Bastille stirbt Oscar, während das Volk die Bastille erstürmt und besetzt.

## Konzeption
Obgleich die Handlung des Manga und des Anime nicht auf tatsächlichen Begebenheiten beruht, enthalten diese viele korrekte Ereignisse und Details des Lebens des 18. Jahrhunderts; zudem treten mehrere historische Persönlichkeiten auf, so Marie-Antoinette und Hans Axel von Fersen – wenn auch in oft eher freier Darstellung. Auch Oscars Vater in der Serie, General Reynier de Jarjayes, ist eine historische Person. Daneben spielen die Beziehungen und Gefühle der Charaktere sowie Mode und Verliebtheit eine zentrale Rolle, wie dies bei vielen Manga für Mädchen ist.
In einem Epilog wird gezeigt, wie sich die Revolution weiterentwickelt und was mit der Königsfamilie, von Fersen, Robespierre und allen wichtigen Personen der Französischen Revolution geschieht. Die Serie endet mit dem Tod Marie-Antoinettes am 16. Oktober 1793.

## Veröffentlichung des Manga
Der Manga erschien in Japan von 1972 bis 1973 im Manga-Magazin Margaret, das sich an ältere Mädchen richtet. Die Geschichte wurde vom Verlag Shūeisha auch in zehn Sammelbänden herausgegeben. Der Manga wurde unter anderem ins Koreanische, Französische, Spanische und Italienische übersetzt.
Auf Deutsch erschien der Manga unter dem Titel Die Rosen von Versailles beim Carlsen Verlag, allerdings in sieben Bänden, da eine Neuauflage von 1987 als Vorlage für die deutsche Version diente. Seit März 2025 erscheint bei Planet Manga mit dem Titel Lady Oscar: Die Rose von Versailles eine überarbeitete Fassung des Mangas in bisher drei Bänden (Stand August 2025). Die Reihe soll aus zehn Bänden bestehen. Auf eine Unterteilung in Kapitel wurde verzichtet.

## Adaptionen

### Takarazuka-Musical
Eine Theater- und Musicalumsetzung der Takarazuka-Revue, in der sowohl weibliche als auch männliche Rollen ausschließlich von Frauen dargestellt werden, wurde erstmals im Jahre 1974 inszeniert. Traditionell wird die Geschichte in zwei Stücke aufgeteilt, welche jeweils zwei der Hauptcharaktere/Liebespaare belichten: Oscar Et André Hen und Fersen Et Marie-Antoinette Hen. Das Stück wird auch heute noch aufgeführt, zuletzt 2014 mit Ouki Kaname als Oscar. Das Titellied Ai Areba Koso gilt als Evergreen.

### Anime

#### Serie
1979 produzierte das Studio Tōkyō Movie Shinsha eine 40-teilige Fernsehserie auf Grundlage des Mangas. Bis zur achtzehnten Folge war Tadao Nagahama Regie, danach übernahm Osamu Dezaki. Für das Charakterdesign waren Shingo Araki und Michi Himeno verantwortlich; die künstlerische Leitung oblag Ken Kawai, Tadao Kubota, Toshibaru Minako und Toshiharu Mizutani. Die Serie wurde erstmals vom 10. Oktober 1979 bis zum 3. September 1980 von Nippon TV in Japan ausgestrahlt.
Es folgten Ausstrahlungen in Frankreich, Spanien, Lateinamerika und Italien sowie dem arabischen Raum. Die Anime-Serie lief ab 25. Juli 1994 unter dem Titel Lady Oscar – Die Rose von Versailles erstmals auf dem deutschen Fernsehsender RTL II. 2003 strahlte Tele 5 die ersten zehn Episoden von Lady Oscar aus, beließ es aufgrund von Lizenzstreitigkeiten allerdings dabei. Die Firma KSM Film hat die Rechte an diesen Folgen erworben. Die DVDs sind im September 2006 erschienen, allerdings nur mit deutschem Ton.

#### Episodenübersicht
| Folge | Titel                               | Japanische Erstausstrahlung | Deutsche Erstausstrahlung |
| ----- | ----------------------------------- | --------------------------- | ------------------------- |
| 1     | Das Duell                           | 10. Oktober 1979            | 25. Juli 1994             |
| 2     | Abschied von Wien                   | 17. Oktober 1979            | 26. Juli 1994             |
| 3     | Rivalinnen                          | 24. Oktober 1979            | 27. Juli 1994             |
| 4     | Vergifteter Wein                    | 31. Oktober 1979            | 28. Juli 1994             |
| 5     | Die Demütigung                      | 7. November 1979            | 29. Juli 1994             |
| 6     | Zwischenfall in Paris               | 14. November 1979           | 1. August 1994            |
| 7     | Die Fälschung                       | 21. November 1979           | 2. August 1994            |
| 8     | Oscar in meinem Herzen              | 28. November 1979           | 3. August 1994            |
| 9     | Der König stirbt, es lebe der König | 5. Dezember 1979            | 4. August 1994            |
| 10    | Zwei Schwestern                     | 12. Dezember 1979           | 5. August 1994            |
| 11    | Die Königin von Frankreich          | 19. Dezember 1979           | 8. August 1994            |
| 12    | Intrigen                            | 26. Dezember 1979           | 9. August 1994            |
| 13    | Die Begegnung                       | 9. Januar 1980              | 10. August 1994           |
| 14    | Oscar ergreift Partei               | 16. Januar 1980             | 11. August 1994           |
| 15    | Der Erbe der Bourbonen              | 23. Januar 1980             | 12. August 1994           |
| 16    | Die fremde Schwester                | 30. Januar 1980             | 15. August 1994           |
| 17    | Das Attentat                        | 6. Februar 1980             | 16. August 1994           |
| 18    | Heiratsabsichten                    | 13. Februar 1980            | 17. August 1994           |
| 19    | Rosalies Mutter                     | 20. Februar 1980            | 18. August 1994           |
| 20    | Der Schmerz der Liebe               | 27. Februar 1980            | 19. August 1994           |
| 21    | Falsches Spiel                      | 5. März 1980                | 22. August 1994           |
| 22    | Die Kette                           | 12. März 1980               | 23. August 1994           |
| 23    | Die Kettenaffäre                    | 19. März 1980               | 24. August 1994           |
| 24    | Adieu, du Lenz meiner Jahre         | 26. März 1980               | 25. August 1994           |
| 25    | Menuett der unerwiderten Liebe      | 2. April 1980               | 26. August 1994           |
| 26    | Der schwarze Ritter                 | 9. April 1980               | 29. August 1994           |
| 27    | Die Maske fällt                     | 16. April 1980              | 30. August 1994           |
| 28    | Liebesqual                          | 30. April 1980              | 31. August 1994           |
| 29    | Der neue Befehlshaber               | 14. Mai 1980                | 1. September 1994         |
| 30    | Ein Heiratsantrag                   | 21. Mai 1980                | 2. September 1994         |
| 31    | Die Vorboten der Revolution         | 4. Juni 1980                | 5. September 1994         |
| 32    | Der Sturm beginnt                   | 18. Juni 1980               | 6. September 1994         |
| 33    | Wir sind das Volk                   | 2. Juli 1980                | 7. September 1994         |
| 34    | Unter Arrest                        | 9. Juli 1980                | 8. September 1994         |
| 35    | Die Macht des Volkes                | 23. Juli 1980               | 9. September 1994         |
| 36    | Der Sturm bricht los                | 30. Juli 1980               | 12. September 1994        |
| 37    | Erfüllte Liebe                      | 6. August 1980              | 13. September 1994        |
| 38    | Scheideweg des Schicksals           | 20. August 1980             | 14. September 1994        |
| 39    | Der Sturm auf die Bastille          | 27. August 1980             | 15. September 1994        |
| 40    | Die französische Revolution         | 3. September 1980           | 16. September 1994        |

#### Synchronisation
| Rolle                      | Serie                         | Serie              | Film                 |
| Rolle                      | Japanischer Sprecher (Seiyū)  | Deutscher Sprecher | Japanischer Sprecher |
| -------------------------- | ----------------------------- | ------------------ | -------------------- |
| Oscar François de Jarjayes | Reiko Tajima                  | Diana Borgwardt    | Reiko Toda           |
| André Grandier             | Taro Shigaki                  | Oliver Rohrbeck    | Yū Mizushima         |
| Louis XV.                  | Yoshito Yasuhara              | Helmut Krauss      |                      |
| Louis XVI.                 | Hisashi Katsuta               | Frank Schröder     |                      |
| Hans Axel von Fersen       | Katsunosuke Hori Nachi Nozawa | Gerald Schaale     | Kei Tomiyama         |
| Alain                      | Keaton Yamada                 | Johannes Berenz    | Keaton Yamada        |
| Victore de Girodelle       | Keiji Mishima                 | David Nathan       |                      |
| Marie-Antoinette           | Miyuki Ueda                   | Marie Bierstedt    | Miyuki Ueda          |
| Rosalie                    | Rihoko Yoshida                | Daniela Reidies    |                      |
| Sophie Glacé               | Kakuko Motoyama               | Hannelore Schüler  |                      |
| Madamme Du Barry           | Ryōko Kinomiya                | Karin David        |                      |
| General de Jarjayes        | Kenji Utsumi                  | Stefan Staudinger  | Kenji Utsumi         |
| Madame De Noailles         |                               | Gisela Fritsch     |                      |

#### Musik
Die Musik der Serie wurde komponiert von Kōji Makaino. Der Vorspanntitel Bara wa Utsukushiku Chiru (薔薇は美しく散る) und das Abspannlied Ai no Hikari to Kage (愛の光と影) wurden von Hiroko Suzuki gesungen.
Die deutschen Liedtexte stammen von Michael Kunze.

#### Filme
Der Film Versailles no Bara: Inochi Aru Kagiri Aishite (ベルサイユのばら 生命あるかぎり愛して) mit einer Laufzeit von 90 Minuten wurde am 21. Mai 1987 auf Video veröffentlicht und kam am 19. Mai 1990 in die japanischen Kinos. Regie führten Kenji Kodama und Yoshio Takeuchi.
Am 6. September 2022 wurde anlässlich des 50. Jahrestages der Veröffentlichung der Manga-Serie eine neue Anime-Verfilmung von Die Rose von Versailles angekündigt. Der Film wird von MAPPA produziert und von Ai Yoshimura inszeniert, wobei Tomoko Konparu das Drehbuch schrieb, Mariko Oka die Charaktere entwarf und Hiroyuki Sawano und Kohta Yamamoto die Musik komponierten. In Japan kam der Film am 31. Januar 2025 in die Kinos, der internationale Filmstart ist für den 30. April 2025 bei Netflix geplant.

### Realfilm
1979 drehte der französische Regisseur Jacques Demy als japanische Produktion einen Spielfilm unter dem Titel Lady Oscar mit Catriona MacColl als Oscar François de Jarjayes und Barry Stokes als André Grandier. Die Filmmusik zu diesem Kinofilm schrieb Michel Legrand. Die Handlung weicht in vielen Punkten gravierend vom Manga ab. So stirbt am Ende des Films nur André, und auch die Rolle Oscars in der Revolution ist wesentlich unbedeutender. Oscar als Kind wird von Patsy Kensit gespielt.

## Analyse und Rezeption
Lady Oscar gilt als Manga-Klassiker und hat das Shōjo-Genre (für Mädchen) mit Themen wie Geschichte revolutioniert. Der Manga brachte dem Genre auch erstmals Aufmerksamkeit außerhalb seiner Zielgruppe, bei männlichen Lesern wie in gebildeten Kreisen.
Patrick Drazen sieht in dem Manga den Nachfolger von Osamu Tezukas Ribon no Kishi, dem ersten Werk des Shōjo-Genres. Die Rosen von Versailles habe ebenso das Genre geprägt und viele spätere Werke beeinflusst, so Utena. Revolutionary Girl und The Sword of Paros. Die Figur Oscars sei dem Archetyp des schönen, aber vom Schicksal gestraften Kämpfers einzuordnen. Auch befinde sie sich in einem Konflikt zwischen ihren Pflichten und Bedürfnissen, einem häufigen Thema in der japanischen Literatur. So habe besonders die Kombination aus exotischem historischem Umfeld, komplexen Charakteren und unerfüllter Leidenschaft dem Manga zum Erfolg verholfen.
Laut Paul Gravett widmet sich die Serie vor allem der Auseinandersetzung mit der eigenen sexuellen Identität der Leserinnen. Dabei bediene sich Ikeda des Kontrasts zwischen den Leben Marie-Antoinettes und Oscars, die aber beide gleichermaßen „ihren wahren Gefühlen im Namen der Pflicht entsagen“. In der Beziehung zwischen Oscar und André wird oft auch die Anspielung auf eine homosexuelle Beziehung gesehen, wie sie seit den 1970ern, in denen der Manga erschien, im Shōjo-Genre häufiger thematisiert wurde.